# Leucophenga proxima
Leucophenga proxima är en tvåvingeart som först beskrevs av Adams 1905.  Leucophenga proxima ingår i släktet Leucophenga och familjen daggflugor. Inga underarter finns listade i Catalogue of Life.